# لويس براون (كاتبة)
لويس براون هي كاتِبة كندية، ولدت في 1949 في Rural Municipality of Rhineland ‏ في كندا.